# Marie Cohn
Eddy Beuth, ursprünglich Marie Cohn, (* 7. Mai 1872 in Breslau; † 14. Dezember 1938 in Hamburg) war eine deutsche Schriftstellerin und Drehbuchautorin.

## Leben

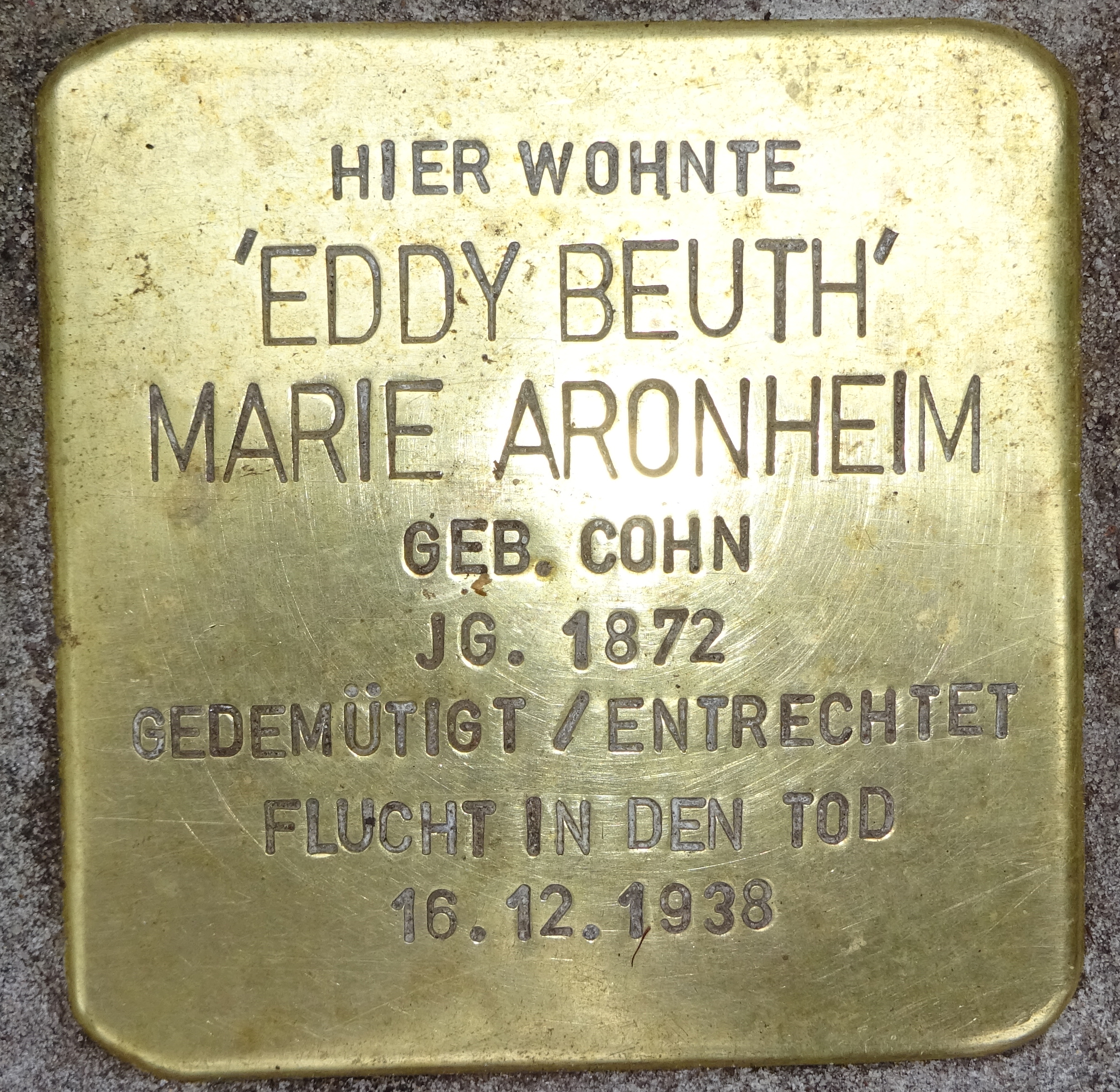
Stolperstein Beuth/Aronheim geb. Cohn

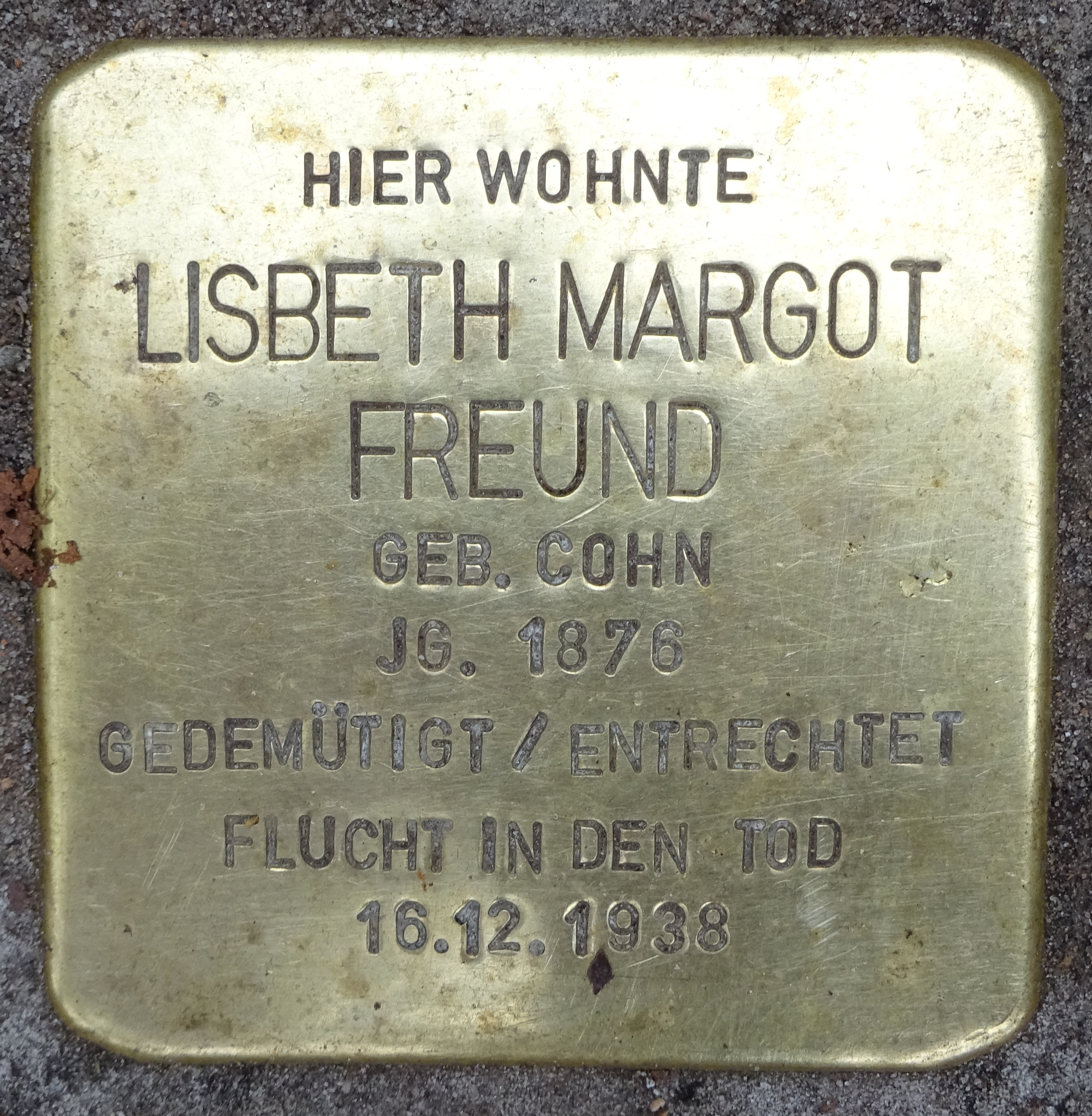
Stolperstein
Lisbeth Freund geb. Cohn

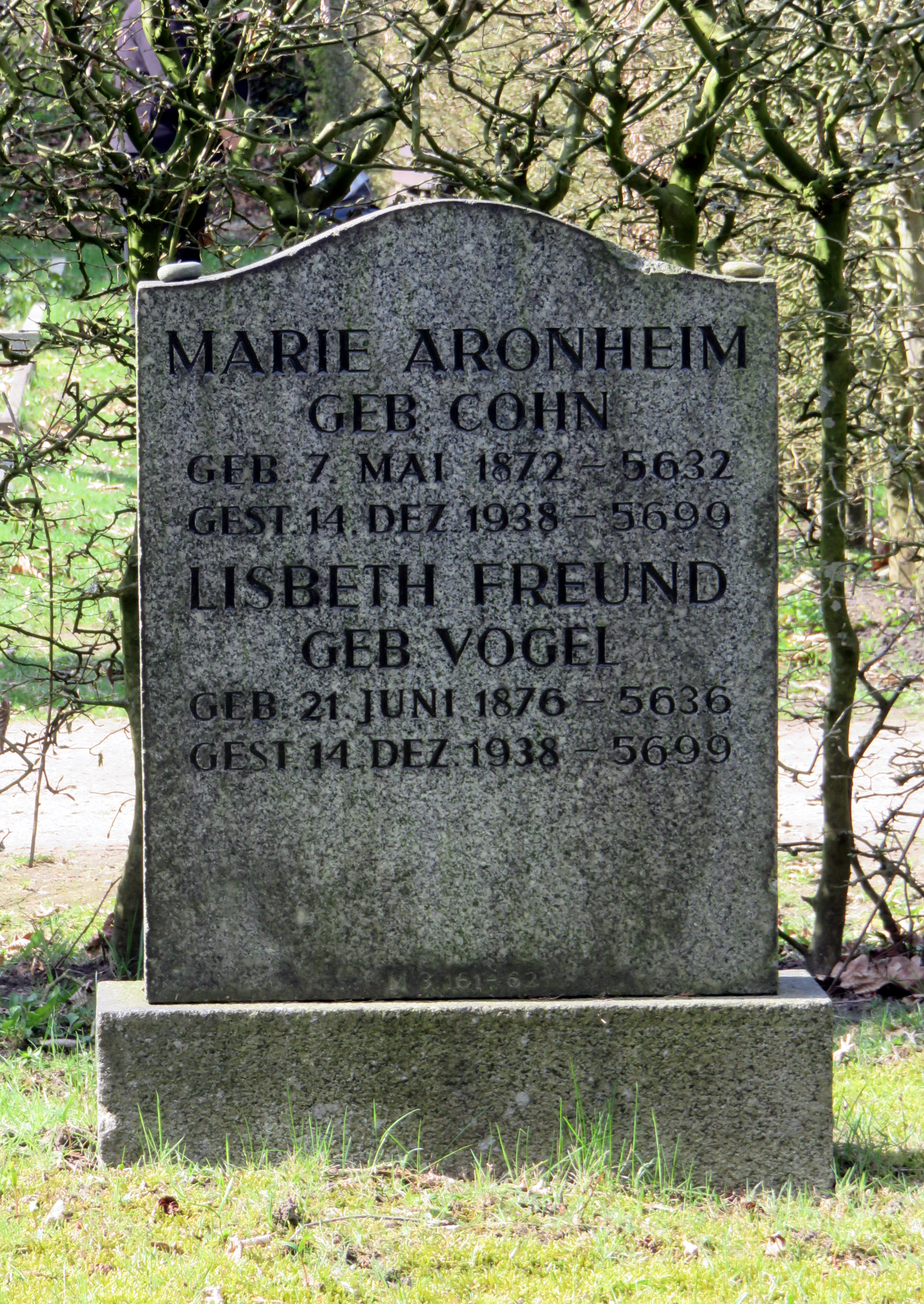
Grabstein
„Marie Aronheim geb. Cohn“

Marie Cohn alias Eddy Beuth wurde als Tochter des jüdischen Technikers Isidor Cohn und seiner Frau Frida (geb. Vogel) in Breslau geboren. Sie verwendete im Laufe ihres Lebens verschiedene Namen bzw. Namensvarianten. Für ihre Veröffentlichungen – Liedtexte, Beiträge für Zeitschriften und Bücher – verwendete sie jedoch zeitlebens das Pseudonym Eddy Beuth. Vermutlich wählte sie wie viele Frauen ihrer Zeit ein androgyn klingendes Pseudonym in der Hoffnung, auf diese Weise ihren Beruf ohne Vorurteile ausüben zu können und leichter Anerkennung zu finden. Das Chanson begann sich grade in Deutschland zu etablieren als Eddy Beuth ihre Arbeit als Textautorin mit den bedeutendsten Komponisten des Genres aufnahm. Ab 1904 verfasste Beuth u. a. Chansontexte für das Cabaret Roland und später für das Berliner Chat noir und trug damit wesentlich zum Erfolg des Komponisten Rudolf Nelson bei. Daneben arbeitete sie auch mit Siegwart Ehrlich, Ludwig Friedmann und Martin Knopf zusammen. Ihre Chansons interpretierten u. a. Claire Waldoff, Fritzi Massary und Erika Glässner. 1907 textete Beuth das Lachchanson Nach dem Balle für das Wiener Kabarett Die Hölle. Daneben war Eddy Beuth als Drehbuchautorin tätig – ihr Werk kann der expressionistischen Phase des Stummfilms zugeordnet werden.
Anfang des 20. Jahrhunderts heiratete Beuth den Theater-Oberinspektor Fritz Sohm. Nach dessen Tod im Jahre 1909 heiratete sie fünf Jahre später den Verleger und Schriftsteller Hermann Sack. Am 27. Mai 1918 wurde ihre Ehe geschieden und am 1. März 1919 heiratete sie den Bankbeamten Fritz Magnus Aronheim. Von 1906 bis 1931 publizierte sie in Zeitschriften wie Berliner Leben und diversen Verlagen.
Nach dem Tod ihres dritten Mannes zog Eddy Beuth 1930 zu ihrer ebenfalls verwitweten Schwester Lisbeth Freund nach Hamburg, wo sie bis zu ihrem gemeinsamen Tod zusammenlebten. Die letzten Lebensjahre waren für die jüdischen Schwestern überschattet von antisemitischen Repressalien. Die Gesetze der Nationalsozialisten führten 1938 schließlich auch für Eddy Beuth zum Berufsverbot als Schriftstellerin. Im Dezember 1938 nahmen sich die Schwestern das Leben. Sie sind auf dem Jüdischen Friedhof Ilandstraße in Hamburg beigesetzt (Planquadrat M 3).
Am 29. Oktober 2014 wurden vor dem Haus in der Eppendorfer Landstraße 28, in dem die Schwestern zuletzt lebten, Stolpersteine gelegt.

## Werk
Liedtexte (Auswahl)
- 1906: Fächerwalzer
- 1907: Der schüchterne Kavalier
- 1908: Die Braunen
- 1909: Der Lutz, der tuts
- 1909: Du bist niemals der Erste
- 1909: Verratene Liebe (Ein Lenztag war's voll Blütenduft)
- 1910: Der arme kleine Kadett (Es war einmal ein kleiner Kadett)
- 1911: Demoiselle Mignonne (Ich kannt' eine kleine Demoiselle)
- 1911: Der Teddybär
- 1912: Schlecht verteidigt
- 1913: Der Leberfleck (Schön Elschen war ein süßes Mädel)
- 1918: Czardas
- 1919: Shimmy Vamp (Mädchen aus dem Orient)
- 1920: Die rote Mieze
- 1920: Die Spieluhr
- 1920: Kauft Blumen
- 1920: Komödienpack
- 1920: Mazurka
- 1920: Mein Johnny
- 1920: Meine Schwärmerei (Es kann für mich nichts schöneres geben)
- 1920: Prinzesschen Sonnenschein
- 1921: Jappy, ich hab' dir was zu sagen
- 1922: Meine Mutter
- 1923: Ach Emma (Fräulein Emma, die kleine Maus)

Operetten
- 1920: Die Frau im Dunkeln (Operette in drei Akten)

Romane
- 1931: Das törichte Herz
- Undatiert: Sehnsucht nach Glück

Stummfilme
- 1917: Klein Doortje
- 1918: Durch Leid zum Licht, Regie: Ernst A. Becker, Drehbuch: Eddy Beuth
- 1922: Die Küsse der Ira Toscari, Regie: Alexander Erdmann-Jesnitzer, Drehbuch: Eddy Beuth, Karl Lerbs